# Felix Mendelssohn Jugendorchester
Das Felix Mendelssohn Jugendorchester (MJO Hamburg) ist ein Sinfonieorchester in Hamburg. Mit seinen über 100 Mitgliedern im Alter zwischen 10 und 27 Jahren gehört es zu den größten Jugendsinfonieorchestern in Deutschland.

## Geschichte
Das Orchester wurde 1973 in Hamburg-Bramfeld von Rainer Holdhoff gegründet. Künstlerischer Leiter ist seit 2003 Clemens Malich.
Seit 2013 ist das MJO in Trägerschaft der Hamburger Musikinitiative The Young ClassX. Viele Mitglieder des Orchesters unterrichten als Assistant Coaches im Instrumentalmodul der Musikinitiative und geben ihre Begeisterung für klassische Musik an junge Stipendiaten weiter.

## Orchesterarbeit
Der programmatische Schwerpunkt des Klangkörpers liegt auf Werken aus der Romantik bis in die Moderne sowie großen sinfonischen Solowerken. Solisten, die bereits mit dem MJO auftraten, waren neben Talenten des Orchesters auch Künstler wie Jan Vogler, Johannes Moser und Rudolf Buchbinder. In den wöchentlichen Proben im Johannes-Brahms-Gymnasium in Bramfeld wird pro Schuljahr ein konzertfüllendes, sinfonisches Programm erarbeitet, das während der Spielzeit zu verschiedenen Anlässen aufgeführt wird.
Das Orchester trat bereits in Konzertsälen wie dem Mozarteum Salzburg, der Halle aux Grains in Toulouse oder dem Dvořák oder dem Smetana Saal in Prag  und dem KKL in der Schweiz auf. Im Januar 2017 hatte das Orchester die Ehre, als erstes Jugendensemble im Großen Saal der neu eröffneten Elbphilharmonie zu spielen. Im gleichen Jahr erhielt das MJO zudem den Europäischen Nachwuchsorchesterpreis.
Namhafte Dirigenten wie Christoph von Dohnányi, Kent Nagano, Sir Jeffrey Tate, Ion Marin, Guy Braunstein, John Axelrod, Robert Trevino und Eivind Gullberg Jensen probten bereits mit dem Mendelssohn Jugendorchester.
Seit der Spielzeit 2013/2014 ist das MJO Patenorchester der Symphoniker Hamburg.

## Diskographie

### 2009
künstlerische Leitung Clemens Malich (Produktion Charade):
- George Gershwin (1898–1937): Rhapsody in Blue
- Felix Mendelssohn (1809–1847): Sinfonie Nr. 3 in a-Moll, „Schottische“

### 2017
künstlerische Leitung Clemens Malich und Ion Marin (Produktion NDR):
- Felix Mendelssohn (1809–1847): Ouvertüre C-Dur Op. 101, „Trompeten Ouvertüre“
- Antonín Dvořák (1841–1904:) Sinfonie Nr. 9 e-Moll Op. 95, „Aus der neuen Welt“, Allegro con fuoco
- Wolfgang Amadeus Mozart (1756–1791): Hornkonzert Nr. 4 Es-Dur KV 495, Allegro moderato
- Erich Wolfgang Korngold (1897–1957): „The Sea Hawk“